# Kulsyrepatron
En kulsyrepatron er en lille gasflaske der indeholder kuldioxid, (CO2). Ordet benyttes ofte i forbindelse med de små gasflasker der benyttes i en selvoppustelig redningsvest eller en danskvandsmaskine.